# Isopropylmagnesiumchlorid
Isopropylmagnesiumchlorid ist eine organische Verbindung aus der Gruppe der Grignard-Verbindungen.

## Herstellung
Isopropylmagnesiumchlorid wird aus 2-Chlorpropan und elementarem Magnesium in Diethylether hergestellt.

## Reaktionen und Verwendung
Isopropylmagnesiumchlorid kann zur Herstellung komplexerer Grignard-Verbindungen verwendet werden, beispielsweise aus Aromaten mit Iod- oder Bromsubstituenten. Es kann, ebenso wie einige andere Grignard-Verbindungen (zum Beispiel Phenylmagnesiumbromid oder Ethylmagnesiumbromid) verwendet werden, um in ungesättigten cyclischen Verbindungen eine Sulfoxid-Gruppe durch Magnesium zu ersetzen. Bei Vorliegen einer Triflat-Gruppe in der α-Position ist durch Eliminierung eine Herstellung von cyclischen Verbindungen mit Dreifachbindung möglich, darunter Benzin, Cycloheptin und andere Cylcoalkine.
Isopropylmagnesiumchlorid eignet sich daneben als Reagenz zur Herstellung von Carbonsäureamiden aus einem entsprechenden Carbonsäureester und einem Amin. Dabei kann für beide Edukte eine große Bandbreite an unterschiedlichen Verbindungen eingesetzt werden. Dazu gehören sowohl aliphatische als auch aromatische Carbonsäureester, darunter Ethylbenzoat und Ethylbutyrat. Andererseits können sowohl aliphatische als aromatische sowie primäre und sekundäre Amine eingesetzt werden, unter anderem N-Methylanilin, N-Butylamin und Piperidin.